# Жереми Петри
Жереми Арно Петри (на френски: Jeremy Arnaud Petris) е френски футболист, който играе на поста десен бек. Състезател на Шарльороа.

## Кариера

### Царско Село
На 4 февруари 2022 г. Петри става част от отбора на Царско село. Дебютира на 20 февруари при загубата с 1:2 като домакин на Берое. За "Царете" изиграва 10 мача и напуска след решението на собственика Стойне Манолов да разформирова клуба след края на сезона.

### Левски София
Преди началото на сезон 2022/23 Петри е наблюдаван от старши треньора на Левски - Станимир Стоилов. На 14 юли 2022 г. Жереми е обявен за ново попълнение на Левски (София) с краткосрочен договор. Дебютът си осъществява на 16 юли 2022 г. при победата с 5:0 като домакин на Спартак (Варна). Бързо се утвърждава като титуляр на десния бек, което му печели и постоянен договор до 2024 година, подписан на 30 септември 2022 г. Първият си гол за Левски отбелязва в домакинството срещу Ботев (Враца) при победата с 2:0 на 11 март 2023 г.